# Herguijuela del Campo (kommunhuvudort)
Herguijuela del Campo är en kommunhuvudort i Spanien.   Den ligger i provinsen Provincia de Salamanca och regionen Kastilien och Leon, i den centrala delen av landet, 180 km väster om huvudstaden Madrid. Herguijuela del Campo ligger 931 meter över havet och antalet invånare är 117.
Terrängen runt Herguijuela del Campo är varierad. Runt Herguijuela del Campo är det glesbefolkat, med 8 invånare per kvadratkilometer. Närmaste större samhälle är Guijuelo, 18,2 km sydost om Herguijuela del Campo. Trakten runt Herguijuela del Campo består i huvudsak av gräsmarker.